# Parodontidae
Parodontidae es una familia de peces de agua dulce del orden de los Characiformes. Tiene tres géneros incluyendo cerca de 21 especies, aunque  hay numerosas especies no descriptas. Esos peces son generalmente de zona béntica y vive en arroyos montañosos del este de Panamá y de Sudamérica Era formalmente considerado una subfamilia de la familia Hemiodontidae.